# Клондайк (регион)

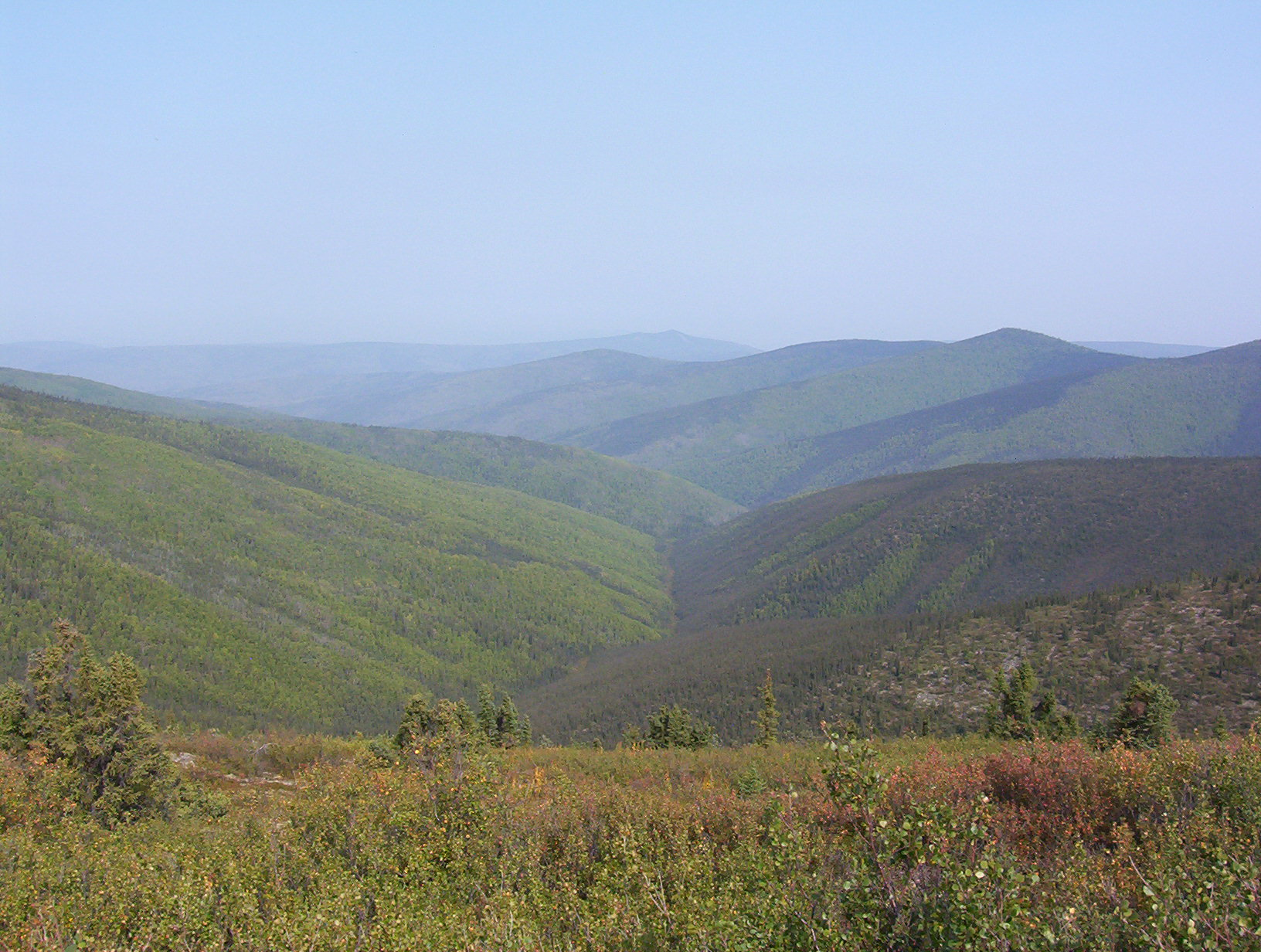
Долина Ханкер-Крик, Клондайк.

Клонда́йк (англ. Klondike или Clondike) — регион, находящийся на территории Юкон, на северо-западе Канады, восточнее от границы с Аляской. Клондайк простирается вдоль небольшой реки с одноимённым названием, впадающей в реку Юкон, которая находится восточнее города Доусон.
Исследование ДНК из почвы (вечной мерзлоты) показало, что шерстистые мамонты и лошади, вероятно, всё ещё присутствовали на Юконе в районе Клондайка 9 700 лет назад.
Клондайк стал знаменит из-за знаменитой Клондайкской золотой лихорадки, начавшейся в 1897 году и закончившейся двумя годами спустя. Несмотря на то, что сама лихорадка закончилась, золото здесь добывают и по сей день (единственная приостановка работ произошла в конце 1960-х — начале 1970-х годов).
Ниже приведены приблизительные статистические числа:
- около 1 миллиона человек вознамерились отправиться за золотом в Клондайк;
- около 100 тысяч действительно за ним пошли;
- около 60 тысяч человек погибли по дороге, либо вернулись назад;
- около 40 тысяч человек дошло до Доусона;
- только 4 тысячи из них действительно нашли золото.

## В искусстве
Само слово «Клондайк» произошло от кучинского слова «фрон-дайк» (thron-dyke), означающего «Река-молот». Ранние золотоискатели сочли это слово трудным для произношения, и в результате его искажения появилось название «Клондайк». 

В дальнейшем слово «Клондайк» («открыть Клондайк») стало нарицательным, и стало обозначать место, полное несметных сокровищ (также см. «эльдорадо»).
В массовой культуре установилось не соответствующее действительности представление о Клондайке как якобы части Аляски.
Сюжет альбома The Life and Times of Scrooge финского композитора Туомаса Холопайнена частично разворачивается неподалёку от города Доусон в долине реки Клондайк.
В рассказах «Смок Беллью», «Смок и Малыш» Джека Лондона главный герой вместе с другими искателями приключений отправляется покорять Клондайк периода золотой лихорадки.